# Andrzej Hławiczka

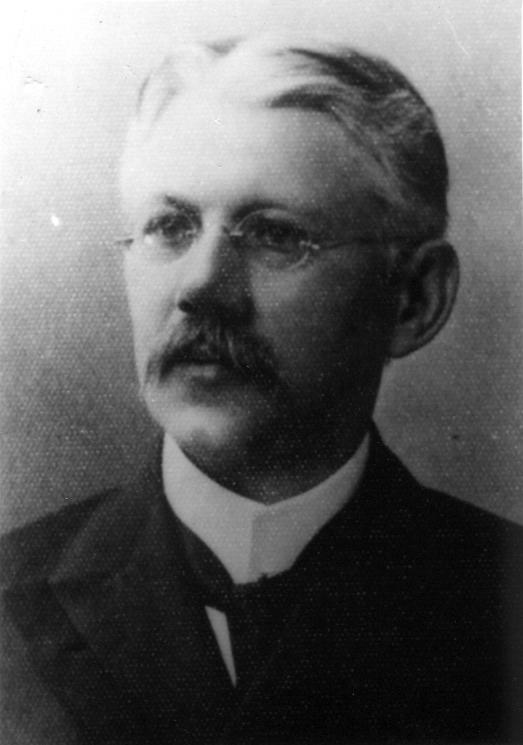
Andrzej Hławiczka

Andrzej Hławiczka (ur. 3 maja 1866 w Dzięgielowie, zm. 13 lipca 1914 w Cieszynie) – polski nauczyciel i społecznik na Śląsku Cieszyńskim, muzykolog, etnograf, zbieracz pieśni ludowych Śląska Cieszyńskiego, działacz Społeczności Chrześcijańskiej.

## Życiorys
Ukończył seminarium nauczycielskie w Cieszynie, po czym pracował w jednej z ustrońskich szkół. Studiował muzykologię w Lipsku, w 1899 zatrudnił się jako organista w cieszyńskim kościele Jezusowym. Zajmował się nauczaniem religii ewangelickiej. Był czołowym pracownikiem Społeczności Chrześcijańskiej. W 1901 wydał Śpiewniki szkolne, w których umieścił zebrane przez siebie polskie pieśni ludowe ze Śląska Cieszyńskiego. Wraz z ks. Pawłem Sikorą i Andrzejem Cymorkiem należał też do grona wydawców ewangelickiego śpiewnika przebudzeniowego Harfa syjońska (1906). Ojciec Karola i Adama, duchownego luterańskiego w Katowicach. Zginął tragicznie, postrzelony przez chorego psychicznie ucznia. Jest pochowany na cmentarzu ewangelickim w Cieszynie.